# Nik Lorbek
Nik Lorbek, slovenski nogometaš, * 17. april 1996.
Lorbek je profesionalni nogometaš, ki igra na položaju vezista. Od leta 2023 je član avstrijskega kluba SV Schwanberg. Pred tem je igral za slovenska kluba Maribor B in Muro ter belgijski Union SG. Skupno je v prvi slovenski ligi odigral 64 tekem in dosegel tri gole. Z Muro je osvojil naslov prvaka druge slovenske lige v sezoni 2017/18, z Unionom SG pa naslov prvaka druge belgijske lige v sezoni 2020/21. Bil je tudi član slovenske reprezentance do 16, 17, 18 in 19 let.